# Стьюди, Уэс
Уэ́с Стью́ди (англ. Wes Studi; р. 17 декабря 1947) — американский киноактёр, индеец из народа чероки.

## Детство и ранние годы
Уэс (Уэсли) Стьюди родился в штате Оклахома, недалеко от города Талекуа, в семье фермеров индейского происхождения Энди и Мэгги Стьюди. В 2024 году в одном из эпизодов шоу Finding Your Roots выяснилось, что он является прямым потомком легендарной предводительницы чероки Нэнси Уорд.
Обучался в индейской сельскохозяйственной школе в Северной Оклахоме. До начала обучения Стьюди разговаривал только на чероки. В 1967 году он был призван в армию США и 18 месяцев прослужил во Вьетнаме, участвовал в боевых действиях.
После демобилизации Стьюди решил воспользоваться полагающимися ветеранам льготами и поступил в колледж в Талсе, где проучился два года, после чего завершил образование в университете.
Его последующая деятельность не была связана с кинематографом. Стьюди работал журналистом, редактором, преподавателем языка чероки и был активистом Движения североамериканских индейцев, в том числе участвовал в знаменитом противостоянии в Вундед-Ни в резервации Пайн-Ридж (1973-й год).

## Актёрская карьера
Первые роли в театре и кино Стьюди исполнил после сорока лет. В то время он развёлся с женой и после этого по совету друга, чтобы познакомиться с новыми людьми и наладить личную жизнь, стал заниматься в любительской театральной студии.
Хобби быстро переросло в профессию. Третья по счёту киноработа — роль вождя племени пауни в знаменитом фильме Кевина Костнера «Танцующий с волками» — стала поворотным моментом в его карьере.
Следующий персонаж Стьюди — гурон Магуа (Хитрая Лисица) в «Последнем из могикан» Майкла Манна, один из центральных в картине — заслужил высокую оценку зрителей за многомерность образа, нарушившую традицию изображения «плохих индейцев» ходульными злодеями.
В 1993 году он снялся в фильме «Джеронимо: Американская легенда», сыграв легендарного предводителя чирикауа-апачей Джеронимо. В 2007 году он исполнил в фильме Ива Симоно «Похороните мое сердце в Вундед-Ни» эпизодическую драматическую роль Вовоки — шамана из племени пайютов, основателя мессианского движения «Пляска Духа», распространившегося в индейских резервациях в конце XIX века.
В 2008 году он снялся в роли индейского вождя Горб Бизона в телевизионном вестерне Саймона Уинсера «Луна команчей», а в 2009 году исполнил роль вождя инопланетного племени на’ви Эйтукана в фантастическом блокбастере Джеймса Кэмерона «Аватар». Следующими заметными ролями стали роль вождя Много Лошадей в телесериале «Ад на колёсах» (2011—2016) и роль вождя шайеннов Жёлтого Ястреба в исторической драме Скотта Купера «Недруги» (2017).

## Фильмография
| Год  | Русское название                  | Оригинальное название             | роль                |
| ---- | --------------------------------- | --------------------------------- | ------------------- |
| 1989 | Дорога на пау-вау                 | Powwow Highway                    | Бафф                |
| 1990 | Танцующий с волками               | Dances with Wolves                | Вождь пауни         |
| 1991 | Дорз                              | The Doors                         | Индеец в пустыне    |
| 1992 | Последний из могикан              | The Last of the Mohicans          | Магуа               |
| 1993 | Джеронимо: Американская легенда   | Geronimo: An American Legend      | Джеронимо           |
| 1993 | Разорванная цепь                  | The Broken Chain                  | Сет                 |
| 1994 | Уличный боец                      | Street Fighter                    | Виктор Сагат        |
| 1995 | 500 наций                         | 500 Nations                       |                     |
| 1995 | Схватка                           | Heat                              | Касалс              |
| 1995 | Улицы Ларедо                      | Streets of Laredo                 | друг-индеец         |
| 1996 | Банка смерти                      | The Killing Jar                   | Кэмерон             |
| 1997 | Бешеный Конь                      | Crazy Horse                       | Красное Облако      |
| 1998 | Мастер звука                      | Soundman                          | Терри Леонард       |
| 1998 | Подъём с глубины                  | Deep Rising                       | Гановер             |
| 1999 | Таинственные люди                 | Mystery Men                       | Сфинкс              |
| 1999 | Меняющий очертания                | Skinwalkers (2002 film)           | Джо Лифорн          |
| 2002 | Суперпожар                        | Superfire                         | Джо Найттрейл       |
| 2002 | Обсуждению не подлежит            | Undisputed                        | Минго Пейс          |
| 2005 | На Запад                          | Into the West                     | Чёрный Котёл        |
| 2005 | Новый Свет                        | The New World                     | Опечанкануг         |
| 2007 | Водопад ангела                    | Seraphim Falls                    | Шэрон               |
| 2007 | Похороните моё сердце у Вундед-Ни | Bury My Heart at Wounded Knee     | Вовока              |
| 2008 | Луна команчей                     | Comanche Moon                     | Горб Бизона         |
| 2009 | Аватар                            | Avatar                            | Эйтукан             |
| 2009 | Короли                            | Kings                             | генерал Линус Абнер |
| 2009 | Единственный хороший индеец       | The Only Good Indian              | Сэм Франклин        |
| 2011 | Ад на колёсах                     | Hell on Wheels                    | вождь Много Лошадей |
| 2012 | Быть Флинном                      | Being Flynn                       | Капитан             |
| 2014 | Миллион способов потерять голову  | A Million Ways to Die in the West |                     |
| 2017 | Недруги                           | Hostiles                          | Жёлтый Ястреб       |
| 2022 | Песня любви                       | A Love Song                       |                     |